# Aegus selene
Aegus selene es una especie de coleóptero de la familia Lucanidae.

## Distribución geográfica
Habita en Luzon, Mindoro, Negros y Mindanao  en las (Filipinas).